# NGC 5437
NGC 5437 (другие обозначения — IC 4365, MCG 2-36-28, ZWG 74.74, PGC 50113) — спиральная галактика (Sb) в созвездии Волопас.
Этот объект входит в число перечисленных в оригинальной редакции «Нового общего каталога».